# Plankstadt
Plankstadt (/'plankʃtatʰ/ⓘ) es un municipio del distrito de Rin-Neckar, al norte de Baden-Wurtemberg en Alemania. Al este de la ciudad de Schwetzingen.

## Galería
|              |
| Ayuntamiento |

|                  |
| Iglesia católica |

|               |
| Torre de agua |

|                                            |
| Entrada al Parque de Pájaros (en invierno) |

|                     |
| Vista de Plankstadt |

## Hermanamiento
- Castelnau-le-Lez - Francia